# Minerita
Minerita (2013) es un cortometraje documental español sobre la historia de supervivencia de tres mujeres que trabajan en las minas de Potosí, en Bolivia. El multipremiado documental fue bien recibido por la crítica y obtuvo elogios generalizados. Minerita fue preseleccionada junto a otros nueve documentales para la 88.ª edición de los Premios Óscar de la Academia en la categoría de Cortometraje Documental, pero no fue nominado como finalista.

## Argumento
Minerita es la historia de tres mujeres -Lucía (40), Ivone (16) y Abigail (17)- que trabajan como vigilantes nocturnas en el distrito minero Cerro Rico en Potosí, Bolivia, que culmina a 4 782 metros de altura. El documental narra las condiciones que viven en particular las mujeres que trabajan allí, expuestas no solo a los típicos peligros de trabajar en las minas, sino también a violaciones, abusos y golpes por parte de los mineros.

## Premios
Algunos de ellos son:
- Premios Social Impact Media (SIMA Awards, Estados Unidos) - Mejor Director de Cortometraje Documental.[6]
- XXVIII Premios Goya - Mejor cortometraje documental.[7][8]
- FILMETS Badalona Film Festival (España) - Mejor documental.[9]
- "One Shot" International Short Film Festival  (Armenia) - Mención especial del jurado.[9]
- El Festivalico - Muestra de cortometrajes y videoarte -(España) - Mejor cortometraje documental y premio del público.[9]
- Semana de Cine de Medina del Campo (España) - Mejor fotografía y mención especial del jurado.[9]
- San Diego Latino Film Festival (Estados Unidos) - Mejor cortometraje documental.[9]
- Festival Internacional de Cine de Lanzarote (España) - Mejor cortometraje documental y premio del público.[9]
- Artículo 31 FILMFEST (España) - Mejor cortometraje documental y premio del público.[9]
- Festival de Cine y Derechos Humanos de San Sebastián (España) - Premio del jurado joven.[9]
- Festival PROTESTA, Festival Internacional De Cine De Crítica Social (España) - Mejor cortometraje documental y premio del público.[9]
- BeFilm, The Underground Film Festival (Estados Unidos) - Mejor cortometraje documental.[9]
- Cortada, Festival de Cortometrajes de Vitoria (España) - Mejor cortometraje vasco.[9]
- Festival Internacional de Cortometrajes (Peru) - Mejor documental internacional.[9]
- Lakino, Latin American Short Film Festival Berlin (Alemania) - Mención especial del jurado.[9]
- SCRIPT, International Short Film Festival (India) - Mención especial del jurado.[9]
- SWIFF, South Western International Film Festival (Reino Unido) - Mención especial del jurado.[9]